# Edwin Booth
Edwin Thomas Booth (Belair, 13 novembre 1833 – New York, 7 giugno 1893) è stato un attore teatrale statunitense.
Figlio di Junius Brutus Booth e fratello di John Wilkes Booth, esordì a Boston nel 1849 per poi spostarsi a New York nel 1850.
Nel 1862 divenne impresario del Winter Garden Theatre, ma nel 1865, quando suo fratello assassinò Abraham Lincoln e venne a sua volta assassinato, fu costretto ad abbandonare l'impiego.
Solo nel 1868 ottenne il permesso di costruire il Booth's Theatre, che fallì nel 1878. Nel 1880 Booth si trasferì a Londra, ove ottenne discreta fama come interprete di William Shakespeare, ma già nel 1882 si spostò in Germania.
Rimpatriato, nel 1886 formò con Lawrence Barrett una celebre e fortunata compagnia teatrale.